# 松浦亜弥ベスト1
『松浦亜弥ベスト1』（まつうらあやベストワン）は、松浦亜弥が2005年3月24日にzetimaからリリースした初のベスト・アルバム。

## 概要
『×3』以来1年2か月ぶりのアルバム。メジャー・デビュー5周年記念として発売された。本作は発売前に公式ホームページで行われたファン投票を基準に収録曲が選曲されている為、シングル表題曲だけではなくアルバム収録曲・カップリング曲も含まれている。「The 美学」（カップリング曲は収録）、「THE LAST NIGHT」、「YOUR SONG〜青春宣誓〜」、「ずっと 好きでいいですか」以上4曲のシングル表題曲は本作に未収録となった。初回盤はBOXパッケージでトレーディングカードが封入。

## 収録曲
各曲の詳細はリンクを参照のこと。
1. ♡桃色片想い♡ [4:20]
5thシングル。松浦の最大ヒット曲で、ファン投票でも1位を獲得。
2. Yeah! めっちゃホリディ [3:48]
6thシングル。2002年のNHK紅白歌合戦で歌唱。
3. LOVE涙色 [4:16]
3rdシングル。2001年のNHK紅白歌合戦（初出場）で歌唱。
4. 奇跡の香りダンス。 [4:25]
12thシングル。アルバム初収録。
2004年のNHK紅白歌合戦で歌唱。
5. ね〜え? [3:29]
9thシングル。2003年のNHK紅白歌合戦で歌唱。
6. 100回のKISS [4:36]
4thシングル。
松浦が初めてハロー!プロジェクトのライブで披露した楽曲。
7. ドッキドキ!LOVEメール [4:30]
デビュー・シングル。
8. 渡良瀬橋 [4:15]
15thシングル。アルバム初収録。森高千里のカバー。
9. I know [4:40]
7thシングル「The 美学」のカップリング曲。
10. 笑顔に涙 〜THANK YOU! DEAR MY FRIENDS〜 [4:48]
1stアルバム『ファーストKISS』収録曲。
11. 風信子（ヒヤシンス） [4:42]
13thシングル。アルバム初収録。
谷村新司による作詞・作曲。
12. GOOD BYE 夏男 [4:18]
10thシングル。
13. トロピカ〜ル恋して〜る [4:39]
2ndシングル。
14. ナビが壊れた王子様 （LOVE CHANCE） [4:03]
2ndアルバム『T・W・O』収録曲。
15. 草原の人 （TSUNKU♂ Mix） [5:11]
8thシングル。美空ひばりが書き遺した詞につんく♂が作曲。
本作のために、つんく自身が新たにミキシング。
16. 可能性の道 （2005 Version） [4:40]
3rdアルバム『×3』収録曲。
オリジナルよりもシンプルな伴奏で再録音されている。